# Radwimps Haruna Tour 2005
Radwimps Haruna Tour 2005 (RADWIMPS はるなっTOUR 2005)  estilizado como RADWIMPS Haruna TOUR 2005, foi a turnê nacional da banda de rock japonesa RADWIMPS para a promoção do álbum RADWIMPS 2 ~Hatten Tojō~. Iniciada no dia 19 de março de 2005 em Yokohama, a turnê ocorreu durante um longo período, havendo algumas pausas entre os meses de junho e julho e a segunda metade do mês de agosto, se encerrando em 3 de setembro de 2005 também em Yokohama.
Foi no show de encerramento dessa turnê em 3 de setembro no Yokohama BLITZ que a RADWIMPS tocou ao vivo pela primeira vez a música "Seputenbā-san", no dia em que marcava a data da primeira apresentação solo ao vivo da banda, em 2004.

## A Turnê
A Haruna Tour 2005 contou com 27 apresentações em 25 cidades japonesas: Yokohama, Saitama, Chiba, Nagoia, Kobe, Okayama, Kochi, Matsuyama, Oita, Kumamoto, Kagoshima, Fukuoka, Hiroshima, Osaka, Kyoto, Akita, Aomori, Sendai, Koriyama, Tóquio, Sapporo, Asahikawa, Niigata, Kanazawa e Hamamatsu.
Naquela época a RADWIMPS era uma banda já com certa popularidade, mas relativamente recente e ainda sem contrato com alguma grande gravadora (na época a banda ainda lançava seus discos sob o selo independente NEWTRAXX, embora já começava a despertar o interesse das grandes gravadoras). Consequentemente, a banda não tinha uma equipe de apoio muito grande. Então era muito comum que após o final dos shows os membros da banda venderem eles mesmos os seus próprios produtos. Por isso, as cópias do RADWIMPS 2 ~Hatten Tojō~ vendidas nos locais das apresentações juntamente com os brindes que as acompanhavam hoje são itens extremamente raros.

## Datas das apresentações
| Data                  | Província | País  | Local                      |
| --------------------- | --------- | ----- | -------------------------- |
| 19 de março de 2005   | Kanagawa  | Japão | CLUB24 YOKOHAMA            |
| 21 de março de 2005   | Saitama   | Japão | Saitama Shintoshin VOGUE   |
| 22 de março de 2005   | Chiba     | Japão | LIVE SPOT LOOK             |
| 24 de março de 2005   | Aichi     | Japão | ell. FITSALL               |
| 25 de março de 2005   | Hyogo     | Japão | Kobe VARIT                 |
| 27 de março de 2005   | Okayama   | Japão | CRAZYMAMA 2nd Room         |
| 28 de março de 2005   | Kochi     | Japão | CARAVAN SARY               |
| 30 de março de 2005   | Ehime     | Japão | Matsuyama SALONKITTY       |
| 31 de março de 2005   | Oita      | Japão | Oita T.O.P.S               |
| 2 de abril de 2005    | Kumamoto  | Japão | Kumamoto DRUM Be-9         |
| 3 de abril de 2005    | Kagoshima | Japão | Kagoshima SR HALL          |
| 5 de abril de 2005    | Fukuoka   | Japão | Fukuoka DRUM SON           |
| 6 de abril de 2005    | Hiroshima | Japão | Hiroshima Namiki Junction  |
| 8 de abril de 2005    | Osaka     | Japão | America-Mura DROP          |
| 9 de abril de 2005    | Kyoto     | Japão | Kyoto MOJO                 |
| 3 de maio de 2005     | Akita     | Japão | Club SWINDLE               |
| 4 de maio de 2005     | Aomori    | Japão | Aomori Quarter             |
| 6 de maio de 2005     | Miyagi    | Japão | Sendai MACANA              |
| 7 de maio de 2005     | Fukushima | Japão | Koriyama CLUB #9           |
| 14 de maio de 2005    | Tóquio    | Japão | Yoyogi Zher the Zoo        |
| 30 de maio de 2005    | Hokkaido  | Japão | Sapporo Bessie Hall        |
| 31 de maio de 2005    | Hokkaido  | Japão | Asahikawa CASINO DRIVE     |
| 2 de agosto de 2005   | Hokkaido  | Japão | Sapporo SOUND CRUE         |
| 9 de agosto de 2005   | Niigata   | Japão | Niigata CLUB JUNK BOX mini |
| 10 de agosto de 2005  | Ishikawa  | Japão | Kanazawa AZ                |
| 17 de agosto de 2005  | Shizuoka  | Japão | Hamamatsu FORCE            |
| 3 de setembro de 2005 | Kanagawa  | Japão | Yokohama BLITZ             |

## A banda
- Yojiro Noda – vocal, guitarra
- Akira Kuwahara – guitarra, backing vocal
- Yusuke Takeda – baixo, backing vocal
- Satoshi Yamaguchi – bateria, backing vocal

## Repertório da turnê
Ao longo de toda a turnê, a RADWIMPS se apresentou com 26 músicas, sendo todas elas canções da própria banda.
| Canção                                                                                    | Número de performances |
| ----------------------------------------------------------------------------------------- | ---------------------- |
| Hikikomori Rorin (do álbum RADWIMPS 2 ~Hatten Tojō~, 2005)                                | ?                      |
| Moshimo (do álbum RADWIMPS, 2003)                                                         | ?                      |
| Nan Chitte (do álbum RADWIMPS 2 ~Hatten Tojō~, 2005)                                      | ?                      |
| Nanjū-nen-go ka ni "Kimi" to Deatte Inakatta Anata ni Muketa Uta (do single Kiseki, 2004) | ?                      |
| Oreiro Sukai (do álbum RADWIMPS 2 ~Hatten Tojō~, 2005)                                    | ?                      |
| Yumemitsuki ni Nani Omou (do álbum RADWIMPS 2 ~Hatten Tojō~, 2005)                        | ?                      |
| Hekkushun (do single Hekkushun, 2005)                                                     | ?                      |
| "Zutto Daisuki dayo" "Honto?..." (do álbum RADWIMPS, 2003)                                | ?                      |
| Nijūgoko-me no Senshokutai (do single Nijūgoko-me no Senshokutai, 2005)                   | ?                      |
| Ai e (do álbum RADWIMPS, 2003)                                                            | ?                      |
| Aoi Haru (do álbum RADWIMPS, 2003)                                                        | ?                      |
| Boku Chin (do single Kiseki, 2004)                                                        | ?                      |
| Kondōmu (do álbum RADWIMPS, 2003)                                                         | ?                      |
| Jibōjiki Jikochūshin-teki (Shishunki) Jiko Izonshō no Shōnen (do álbum RADWIMPS, 2003)    | ?                      |
| Jinsei Deai (do álbum RADWIMPS, 2003)                                                     | ?                      |
| Aishi (Kanashi) ~Akaku ru Ake~ (do álbum RADWIMPS 2 ~Hatten Tojō~, 2005)                  | ?                      |
| Aishi (Kanashi) (do álbum RADWIMPS 2 ~Hatten Tojō~, 2005)                                 | ?                      |
| Kiseki (do single Kiseki, 2004)                                                           | ?                      |
| Lullaby (do álbum RADWIMPS 2 ~Hatten Tojō~, 2005)                                         | ?                      |
| Not Because (do álbum RADWIMPS 2 ~Hatten Tojō~, 2005)                                     | ?                      |
| Natsu no Taiyō (2005)                                                                     | ?                      |
| Oppai (do single Moshimo, 2003)                                                           | ?                      |
| Oto no Ha (do álbum RADWIMPS 2 ~Hatten Tojō~, 2005)                                       | ?                      |
| Sorya Kimi ga Suki Dakara (do álbum RADWIMPS 2 ~Hatten Tojō~, 2005)                       | ?                      |
| Shinzō (do álbum RADWIMPS, 2003)                                                          | ?                      |
| Seputenbā-san (do álbum RADWIMPS 3 ~Mujintō ni Motte Ikiwasureta Ichimai~, 2006)          | 1                      |